# Боголюбово (Северо-Казахстанская область)
Боголюбово (каз. Боголюбово) — село в Кызылжарском районе Северо-Казахстанской области Казахстана. Административный центр Куйбышевского сельского округа. В 1935—1963 годах — центр Приишимского района. Код КАТО — 595049100.

## География
К югу от села находится озеро Ситово. В 6 км к северо-западу от села находится озеро Моховое, в 13 км к западу — другое одноимённое озеро Моховое.

## Население
В 1999 году население села составляло 2021 человек (983 мужчины и 1038 женщин). По данным переписи 2009 года, в селе проживало 1625 человек (775 мужчин и 850 женщин).

## Известные жители и уроженцы
- Клишин, Яков Васильевич  (21.10.1908 - 1956)  полный кавалер ордена Славы. 
Место рождения  Казахская ССР, Северо-Казахстанская обл., Приишимский р-н, с. Боголюбово ; Казахская ССР, Северо-Казахстанская обл., Приишимский р-н, д. Боголюбово
- Боронина, Раиса Степановна (1922 — 5.02.2013) — заслуженный врач, Депутат Верховного Совета Казахской ССР, Герой Социалистического Труда;
- Зубков, Андрей Эммануилович (27.10.1918 — 12.02.1998) — военно-морской офицер, в годы Великой Отечественной войны командир 394-й стационарной береговой артиллерийской батареи 1-го гвардейского Новороссийского артиллерийского дивизиона НВМБ, более известной как — «Батарея капитана Зубкова».

## История
Донесение от 9 июля 1829 года за № 1069 г.Омск
Доносим, что от 27 июня 1829 года деревня Боголюбово отделена от Соколовской волости в составе 1166 душ и причислена к новой волости под названием Боголюбовской.
Омское областное управление. Отделение 111, стол 11 (Податные списки Казначейству)
В 1834 году Боголюбово вошло в 8 перепись населения. Ревизские сказки 8 переписи хранятся в архиве г. Тюмени
Делайте выводы сами относительно следующей записи.
"Село основано в 1834 году переселенцами из Воронежской губернии. Своё название село получило по фамилии Боголюбова, возглавлявшего ходоков, искавших свободные земли. В 1848 г. крестьяне были причислены к казачьему сословию Сибирского казачьего войска и Боголюбово стало станицей. Село несколько раз горело, но снова отстраивалось."
г.Омск ГУИсА Фонд 3 Оп.1 Д.919
Омское Общее Областное Управление
Получено 8 февраля 1829 г. №184
Господину Генералъ Губернатору Западной Сибири
Съ состоявшегося заседания Омского Областного Совета 30 генваря о учреждении Петропавловского округа въ деревне Боголюбовой особой волости. Журнала, мною утвержденного при сем честь имею представить в благоразсмотрение Вашего Высокопревосходительства список испрашиваемый на приведение положения сего въ исполнение разрешения
Подписи
Омский Областной Совет
Разсмотрение о учреждении въ деревне Боголюбовой особой волости
Присудствие 30 января 1829 г №4 По 2 отделению
Утверждаю Генералъ Маiоръ де Сентлоран 2 февраля 1829г
Подпись